# Седморица величанствених
Седморица величанствених (енгл. The Magnificent Seven), понекад преведено и као Седам величанствених или Величанствених седам, амерички је вестерн филм из 1960. године у режији Џона Стерџеса, који је написао Волтер Њуман са прерадама Вилијама Робертса као адаптацију јапанског самурајског филма Седам самураја Акире Куросаве.
Радња филма прати седам револвераша Дивљег запада које играју Јул Бринер, Стив Маквин, Чарлс Бронсон, Џејмс Коберн, Роберт Вон, Бред Декстер и Хорст Бухолц, и њихов покушај да заштите мексичко село од разбојника које предводи смртоносни Калвера (Илај Волак). Филм је премијерно приказан 12. октобра 1960. године у Лос Анђелесу и Њујорку и доживео је неуспех у Сједињеним Америчким Државама. Филм је поделио критичаре који су га упоређивали са јапанским оригиналом од којег су сматрали да је инфериорнији, и није успео да надокнади свој буџет. Упркос томе, био је невероватно успешан у земљама Европе, укључујући Западну Немачку, Француску, Енглеску и Шпанију.
Данас се Седморица величанствених сматра једним од најбољих филмова у жанру вестерна. Музика из филма, коју је компоновао Елмер Бернстин, номинована је за Оскар за најбољу оригиналну музику и нашла се на листи 100 година филмске музике Америчког филмског института. Филм је започео медијску франшизу коју још сачињавају три наставка, телевизијска серија и римејк из 2016. године.
Амерички режисер Џон Карпентер описао је Седморицу величанствених као: „последњи успех” класичних америчких вестерна.

## Радња
Сотеро (Рико Анализ), становник једног обичног мексичког села, бива прекинут у својим дневним обавезама доласком четрдесет разбојника које предводи Калвера (Илај Волак). Калвера и његови разбојници периодично нападају село, из њега узимајући храну и новац. Калвера седа код Сотера у госте, третирајући га као старог пријатеља, упркос чињеници да константно краде од њега. Калвера се у разговору са Сотером жали на промене у начину живота, моралу народа и највише на оскудицу неопходних намирница за опстанак њега и његових разбојника. Када Сотеро имплицира да је Калвера безбожник, Калвера се разљућује, убија једног од сељака и обећава да ће се ускоро вратити у село и поново га опљачкати. Ожалошћени, становници села схватају да нешто морају учинити поводом Калвере. По савету старешине села, тројица мушкараца (Томас, Хиларио и Мигел) одлазе на границу са Сједињеним Америчким Државама да купе пиштоље који су им неопходни за одбрану од Калвере.
У граду, тројица мушкараца присуствују разговору између погребника и човека који је платио за погреб недавно преминулог Индијанца Сема. Погребник не жели да сахрани човека зато што неколицина белаца не жели да се Индијанац покопа на њиховом гробљу. Разговору такође присуствују Крис Адамс (Јул Бринер) и Вин Танер (Стив Маквин) који се прихватају посла да одвезу Сема до гробља и сукобе се са белцима који то не дозвољавају. Упркос отпору становништва града, Крис и Вин успевају да се изборе да Сем буде сахрањен на гробљу са белцима. Импресионирани њиховом храброшћу, Томас, Хиларио и Мигел одлучују да унајме Криса и Вина да одбране њихово село. Такође, њихов акт јунаштва примећује и Чико (Хорст Бурхолц), млади каубој који очајнички жели да постане револвераш као Крис и Вин. Крис прихвата молбу тројице мушкараца и обећава им да ће пронаћи мушкарце који су довољно храбри да одбране село. Чико прилази Крису у нади да ће бити један од мушкараца који су одабрани, али када му Крис задаје задатак да би проверио брзину његовог пуцања, Чико пуца под нервозом и одлази. Криса проналази Хари Лак (Бред Декстер), Крисов стари пријатељ, вешти револвераш и опортуниста. Хари прихвата посао одбране села јер сумња да је понуда Мексиканаца потпуна и да постоји још скривеног злата које га чека након одбране села. Крис затим позива Вина да му се придружи, што он и чини жељан да живи живот пун авантура, далеко од оног који би га чекао да се настанио у граду. По препоруци Харија, Крис и Вин проналазе Бернарда О'Рајлија (Чарлс Бронсон), ветерана Грађанског рата у Округу Травис, који је пао у дубоко сиромаштво. Упркос томе што је раније наплаћивао стотине долара за своје услуге, О'Рајли се задовољава са платом од двадесет долара и придружује се мисији. Мисији се затим придружује Брит (Џејмс Коберн), експерт у бацању ножева. Брит демонстрира своје способности Крису и Вину када победи дуел, бацивши нож другом каубоју у груди. Касније те вечери, Чико, пијан покушава да покаже Крису да се више не плаши и покушава да га застраши не би ли га убедио да му дозволи да им се придружи. Његов блеф не успева и он осрамоћен пада у несвест од конзумирања превише алкохола. Последњи који се придружује мисији је Ли (Роберт Вон), Крисов пријатељ из младости.
Окупљени коначно, шесторка, заједно са тројицом Мексиканаца, одлазе назад у село. За њима полази и Чико, неспреман да прихвати 'не' као коначан одговор. У току путовања, шесторка прихвата Чика као једног од својих, задивљени његовом упорношћу. Након њиховог доласка у град, сељани организују фестивал да би прославили годишњицу оснивања села, а седморка се навикава на њихов начин живота. Убрзо након прославе, седморка почиње да обучава сељане како да се одбране од Калвере. Чико се заљубљује у Петру (Росенда Монтерос), девојку из села која је скривена у планинама због страха да ће је Калверини људи силовати.
Неколико дана касније, Калвера и његови разбојници нападају село, али седморка уз помоћ сељана успева да убије осморицу Калвериних људи и да отерају остатак из села. Касније, Калвера шаље три извиђача, који су, након Чикове грешке, убијени. Да би се искупио за своју грешку, Чико се инфилтрира међу Калверине људе и сазнаје да ће се Калвера ускоро вратити у село, пошто његови људи немају шта да једу. У међувремену, Ли почиње да пати, бива неспособан да потегне пиштољ на Калверу, уплашен да је изгубио своју хладнокрвност и постао кукавица. Ли признаје Томасу и Мигелу да је прихватио мисију само да би се сакрио од својих непријатеља. Сазнавши, да ће се Калвера кад тад вратити, сељани почињу да пуцају под притиском и одлучују да се предају Калвери и само му дају своју храну и новац. Крис, разљућен самом идејом, прети да ће упуцати сваког сељанина који се окрене ка Калвери и кује план да седморка нападне Калверин камп док то не очекује.
Следеће вечери, седморка одлази на локацију Калвериног кампа али не проналази никог тамо. Схвативши шта се десило, револвераши се враћају у село где их дочекује Калвера, који је направио заседу, удруживши се са сељанима који су били спремни да се предају. Калвера нуди седморци шансу да се предају, да оду из села и да се никад не врате, остављајући њега на миру да настави са пљачкањем села. Седморка прихвата његову понуду и одлази.
Схвативши да су грдно погрешили, и да су емоционално повезани за село и његове становнике, револвераши одлучују да се врате у село и убију Калверу. У окршају који следи Калвера бива убијен, али са њим такође и Хари, Ли, Брит и Бернардо. Хари умире у Крисовим рукама, желећи да сазна да ли се борио узалуд или је ипак било неког скривеног злата. Ли превазилази свој страх од кукавичлука и умире као херој, Бернардо бива убијен спашавајући децу од Калвериних људи, а иза Брита остаје само његов нож, забоден у камени зид. Преостали јахачи, Крис и Вин одлазе из села, док Чико остаје настанивши се тамо са Петром. Филм се завршава Крисовим речима: „Старешина је био у праву. Само су сељани победили. Ми смо изгубили. Ми увек губимо.”

## Улоге

### Главне улоге
- Јул Бринер — Крис Адамс
- Стив Маквин — Вин Тенер
- Чарлс Бронсон — Бернардо О'Рајли
- Хорст Бухолц — Чико
- Бред Декстер — Хари Лак
- Роберт Вон — Ли
- Џејмс Коберн — Брит

### Споредне улоге
- Илај Волак — Калвера
- Росенда Монтерос — Петра
- Рико Анализ — Сотеро
- Хорхе Мартинез де Хојос — Хиларио
- Владимир Соколов — Старешина села
- Вит Бисел — Погребник Чамли
- Нативидад Васио — Мигел
- Роберт Џ. Викли — Волас
- Вал Ејвери — Хенри
- Бинг Расел — Роберт
- Валентин де Варгас — Сантос
- Џозеф Раскин — Флин

### Кастинг
Кастинг филма Седморица величанствених био је поремећен због, у том тренутку, предстојећег штрајка телевизијских писаца против продукцијских кућа због сукоба око плате која им је дугована. Продукцијска кућа и режисер Џон Стерџес су имали свега неколико дана да склопе све уговоре са глумцима који би глумили у филму. Оригинално, Јул Бринер је требао да режира верзију Седморице величанствених у којој би Ентони Квин тумачио улогу која је била пандан Кикучију (Тоширо Мифуне) из оригиналног филма, док је глумац Спенсер Трејси разматран за улогу коју је у оригиналу глумио Такаши Шимура, делом због њихове физичке сличности. Ова верзија филма никада није снимљена због сукоба између Бринера и Квина којег је следила тужба око поседовања права за снимање филма. Пошто су права гласила на Бринерово име, Бринер их је продао компанији Mirisch Co., под условом да он буде кастован у улогу протагонисте и лидера Седморице, Криса Адамса. Продуцентска кућа је оставила задатак Џону Стерџесу да пронађе глумце који би тумачили осталих шест протагониста.

Стерџес је желео да улога Вина оде Стиву Маквину, али је Стив био презаузет снимањем серије Тражен: Жив или мртав. Стив је имао жељу да глуми у филму, делом зато што је већ провео две године снимајући серију, делом зато што је због ње већ пропустио велику улогу у филму Доручак код Тифанија, па је позвао продуцента Хиларда „Хилија” Елкиса да покуша да убеди глумца и продуцента Дика Пауела да му дозволи да глуми у Седморици. Дик није желео да дозволи Стиву да напусти серију па је Хили предложио Стиву да лажира саобраћајну несрећу у којој би био благо повређен и, због тога, у немогућности да снима серију до потписивања уговора за снимање Седморице величанствених. Хили је касније о томе рекао:
„[Стив] је узео свој изнајмљени Кадилак и закуцао се њиме у Бостонску банку и завршио са повредом врата, коју сви добију када се сударе са нечим тврдим при вожњи. Већина холивудских инсајдера је знало да је акт био излажиран чак и кад је Стив носио крагну за врат. Био је аутомобилиста. Знао је тачно шта је радио и шта сам му ја рекао да уради. Ауто је имао само благе огреботине.”
У периоду неизвесности који је претходио Стивовом потписивању уговора, за улогу Вина су разматрани Џорџ Пепард, Дин Џоунс и Хју О'Брајан. Пепард је касније глумио у незваничном римејку филма Седморица величанствених, Борба међу звездама, у улози која је била пандан Вину.

Стерџес је понудио Роберту Вону да глуми у филму након што је био импресиониран Воновом глумом у филму Млади из Филаделфије. Вонова номинација за награду Оскар, помогла је да се продуцентска кућа убеди да Вон са собом повлачи статус и да би његово кастовање била добра идеја. Џејмс Коберн се прикључио пројекту када је Стерџес питао Вона да ли познаје неког глумца „сличног Гарију Куперу”. Улогу су пре њега одбили Стерлинг Хејден и Џон Ајрленд. Коберн је био велики фан оригиналног јапанског филма и када му је дат избор карактера којег би желео да тумачи, изабрао је Брита (пандан карактеру којег тумачи Сеиџи Мијагучи). Коберн је волео лаконски став Сеиџијевог карактера и описао је Брита као „Господин Акција”. Да би се спремио за улогу, учио је бацање ножева од каскадера и вежбао је гађањем својих кућних врата. Касније је додао: 
„То је била једна од сјајних ствари у вези тог лика — био је реалиста и није се везивао за та срања. Радио је оно што је морало да се одради. И то је била радост [његовог карактера] зато што је био тако искрен, тако углађен, тако чист. Он је био нож.” 
Чарлс Бронсон је кастован као Бернардо О'Рајли зато што је Стерџес хтео да пружи изазов Бронсону који је већину своје каријере био кастован као „окорели, опасни тип”. Бронсон и Стерџес су раније сарађивали на филму Никад тако мало годину дана раније. Стерџес је о О'Рајлију рекао: „Чињеница да је имао ову нежну страну, ову потребу за породицом, то је оно што га је чинило добрим карактером.” Стерџес је кастовао Бреда Декстера у улози Харија по препоруци Френка Синатре и Хорста Бухолца у улози Чика по препоруци Билија Вајлдера. Вајлдер је сарађивао са Хорстом на његовом филму Један, два, три где је глумио комунисту са капиталистичким погледом на свет. Због чињенице да је Бухолц био релативно непознат америчкој гледалачкој публици у заслугама на почетку филма Бухолц је представљен као млада нада у успону, упркос чињеници да је Бухолц већ био успостављени глумац у његовој родној Немачкој. Пре њега, за улогу Чика је разматран амерички глумац Ентони Франсиоза.

Улога Калвере отишла је Илају Волаку по идеји Џона Стерџеса, са чиме се студијски представници нису сложили. Илај је био Бродвејски глумац, који никад раније није глумио у вестерну и чија се физичка појава никако није слагала са идејом Калвере, који је требао да буде грдосија и грубијан. Он се такође није сложио са Стерџесом да је он најбољи избор за улогу Калвере. О томе је рекао:
„Испрва нисам хтео то да урадим. Гледао сам Седам самураја и баш ми се свидео филм. Али сам себе замишљао само као лудог самураја којег је глумио Мифуне. Џон је рекао: 'То је љубавни карактер. Он је већ кастован. Хорст Бухолц. Ми желимо да ти глумиш вођу бандита.' Вођу бандита? Он дође на почетку са повезом преко ока, и све што видиш су коњска копита. Досадно. Тако и Калвера. Он буде ту у првој сцени, и следећих четрдесет и пет минута само причају о њему. 'Калвера долази! Калвера долази! Ајмо да се спремимо!'”
Волак је прихватио улогу када му је Стерџес омогућио да измени физички изглед карактера, што је и он учинио куповином златне протезе и црвене свилене кошуље. О изгледу лика је рекао: 
„У вестернима, они пљачкају банке, отимају возове, али никад не видимо шта раде са тим парама. Желео сам да покажем на шта троши новац — црвену свилену кошуљу, седло прекривено сребром, златне зубе.”
Волак је касније, у интервјуу за магазин Films and Filming, рекао да никад није посматрао Калверу као зликовца, већ као лика који „покушава да заради свој динар”.

## Настанак

### Куповина права на креацију филма и писање сценарија
Глумац Јул Бринер је тврдио да је он био први који је имао као свој циљ да купи права на адаптацију филма Седам самураја, али да га је у томе претекао продуцент и сценариста Лу Морхајм. У стварности, Бринер је идеју за адаптацију филма добио од глумца Ентонија Квина који је ту идеју добио од Луа Морхајма који је желео да адаптира Седам самураја и претвори га „прави класични амерички вестерн”. Морхајм је купио права од јапанске компаније Тохо за 250 америчких долара и написао је цео сценарио пре него што је пришао Бринеру и Квину са намером да њих двојица глуме главне улоге (које ће касније постати шаблон за карактере Криса и Вина). Бринер и Квин су, уз помоћ компаније United Artists, откупили права на филм од Морхајма.

Бринер је у почетку желео да режира филм, док би Тајрон Пауер и Ентони Квин глумили у филму. Након Пауерове изненадне смрти, Бринер је позвао Мартина Рита да режира и наменио главну улогу себи, што је разљутило Квина који је сматрао да је промена направљена без његовог одобрења. Након још неколико већих промена, учињених ван Квиновог знања, Квин је тужио Бринера, компанију United Artists и Бринерову продукцијску компанију у вредности од милион и сто педесет хиљада америчких долара, наводећи у тужби да је Бринер прекршио неписани договор о заједничком власништву над правима на адаптацију. Пошто никакав писани уговор није био склопљен, суд је занемарио случај и права су остала у Бринеровим рукама. Бринер је након тужбе продао права компанији Mirisch Co. под условом да он буде главни глумац у филму. Квин је о томе касније рекао:
„Обојица смо желели да претворимо Куросавин филм у вестерн и нисмо видели поенту препирања око права и дизања цене без разлога, па смо постали партнери. Како се испоставило, ја нисам имао навику да варам као мој партнер. У месецима који су следили, Бринер ме је преварио и избацио ме са рада на филму. […] никад му нисам опростио ту превару.”
На сценарију за филм су радила седморица сценариста у различитим периодима продукције филма. Бринер и Квин су ступили у контакт са сценаристом Волтером Бернстајном који је верно адаптирао Куросавин сценарио. Први драфт сценарија, написан је почетком априла 1959. године. Када је Квин био избачен из пројекта доласком браће Мириш, Бернстајнов сценарио је занемарен и нови сценариста, Волтер Њуман, је доведен да напише сценарио. Режисер филма, Џон Стерџес је касније описао Њуманов сценарио као „сан”. Због Њуманове немогућности (или невољности) да пође са сниматељском екипом у Мексико да учини неопходне дораде на сценарију, сценариста Вилијам Робертс је доведен на његово место. Када је Робертс затражио да се у заслугама наведе као један од писаца сценарија, Њуман је тражио да се његово име, и тиме назнака за икакав рад на филму, уклони из заслуга.

### Снимање
Режисер Џон Стерџес прикључио се раду на филму због уговора који је потписао за продуцентском кућом Mirisch Corporation који га је обавезао да режира три филма за ову компанију. Седморица величанствених био је први од планирана три.
Већина филма је снимљена у селу које је изграђено за потребе филма у мексичком насељу Тепостлану, недалеко од града Куернавака у периоду од дванаест недеља, почевши 29. фебруара 1960. године. Мексичка влада, као и влада савезне државе Морелос, одобриле су снимање филма под условом да на сету током снимања у сваком тренутку буде присутан цензор који би преправљао сценарио и старао се да Мексиканци нису приказани ниједним негативним стереотипом. Ова рестрикција настала је као последица снимања филма Вера Круз који је такође сниман у Мексику, али у којем су Мексиканци приказани као „простоумна пешадија”. Као последица снимања овог филма, мексичка влада је увела строже мере при снимању вестерна на мескичком тлу, а касније је и бранила приказивање америчких филмова као што су Аламо и Дошли су у Кордуру. Калверине људе као и сељане који нису имали реплике су тумачили житељи Тепостлана.

Током снимања, створило се ривалство између водећих звезда Јула Бринера и Стива Маквина. Оновремени медији су дневно извештавали о њиховим сукобима на сету, који су се, по речима медија, понекад проширили и на физички сукоб. Маквинов агент „Хили” Елкинс је о њиховом ривалству рекао:
„Филм је био значајан јер је пробио Стива до славе. Проблем је био што је остатак поставе био екипа, били су пријатељи, осим наравно Јула Бринера који је био превише заузет играњем звезде и Стив је разумео против кога мора да се такмичи.”
Ово су касније оспорили и Бринер и Маквин који су тврдили да је ривалство било много блаже у стварности. Бринер је свађу прокоментарисао у конференцији за штампу: „Ја се никада не свађам са глумцима. Ја се свађам са студијима.”

### Маркетинг и објављивање
Седморица величанствених је премијерно приказан у октобру 1960. године у Њујорку и Лос Анђелесу. Премијери филма је претходила екстензивна маркетиншка кампања која је промовисала филм преко радија, телевизијских реклама и новина. Преко седамдесет и пет хиљада долара је утрошено у снимање преко пет хиљада уникатних радио реклама где су глумци позајмљивали своје гласове. Поред тога, постери филма су штампани у новинама у колору и у црно-белој техници, и организована су једнодневна путовања до Мексика названа „Дан Седморице величанствених”.

## Музика
Сву музику за филм је компоновао амерички композитор Елмер Бернстајн. Снимање музике је започето у августу 1960. године у Лос Анђелесу на плацу продукцијске компаније Голдвин. Бернстајн није био први избор редитеља Џона Стерџеса за композитора филмске музике, већ трећи. Претходна двојица, Дмитри Томкин и Алекс Норт су се придружили пројекту, али касније га напустили због несугласица са Стерџесом. Музика из филма није званично објављена на винилу, али је објављена касније када је била поново снимљена и искоришћена за потребе филма Повратак седморице величанствених за којег је Бернстајн компоновао музику. Прераде уводне нумере Main Title and Calvera на електричној гитари су биле популарне у Сједињеним Америчким Државама и у Уједињеном Краљевству.
Елмер Бернстајн је номинован за престижну награду Оскар за најбољу оригиналну музику на тридесет и трећој годишњој додели те награде али је она отишла Ернесту Гулду за музику коју је он компоновао за филм Егзодус. На листи Америчког филмског института 100 година АФИ-ја... 100 филмских композиција музика из филма је заузела осмо место. Џон Стерџес је сматрао да је музика написана за филм била једна од најбољих свих времена.
Аутор(и) свих песама: Елмер Бернстајн.
| №   | Назив                           | Трајање |  |
| 1.  | Main Title and Calvera          | 3.56    |  |
| 2.  | Council                         | 3.14    |  |
| 3.  | Quest                           | 1.00    |  |
| 4.  | Strange Funeral/After The Brawl | 6.48    |  |
| 5.  | Vin's Luck                      | 2.03    |  |
| 6.  | And Then There Were Two         | 1.45    |  |
| 7.  | Fiesta                          | 1.11    |  |
| 8.  | Stalking                        | 1.20    |  |
| 9.  | Worst Shot                      | 3.02    |  |
| 10. | The Journey                     | 4.39    |  |
| 11. | Toro                            | 3.24    |  |
| 12. | Training                        | 1.27    |  |
| 13. | Calvera's Return                | 2.37    |  |
| 14. | Calvera Routed                  | 1.49    |  |
| 15. | Ambush                          | 3.10    |  |
| 16. | Petra's Declaration             | 2.30    |  |
| 17. | Bernardo                        | 3.33    |  |
| 18. | Surprise                        | 2.08    |  |
| 19. | Defeat                          | 3.26    |  |
| 20. | Crossroads                      | 4.47    |  |
| 21. | Harry's Mistake                 | 2.48    |  |
| 22. | Calvera Killed                  | 3.33    |  |
| 23. | Finale                          | 3.27    |  |

### Наслеђе музике из филма
Уводна шпица филма остала је једна од најисконскијих филмских нумера икада написаних. Неколико година након изласка филма, уводна песма (Main Title and Calvera) коришћена је у низу реклама за бренд цигарета Марлборо под окриљем „Марлборо мен” маркетиншке кампање, која је као свој циљ имала повезивање брендa Марлборо са каубојима, дрвосечама и другим стереотипичним мачо-мушкарац пословима.
Музика из филма се појављује у филмовима Операција свемир, Фаренхајт 9/11, Варалица, Хардкор и Фабелманови. Уводна шпица филма је искоришћена у серији Симпсонови у епизодама са вестерн тематиком, као и у двадесет и другој епизоди четврте сезоне серије Кафић Уздравље (епизода Diane Chambers Day). Музика из филма је такође коришћена на утакмицама шкотског фудбалског клуба Селтик у случајевима када би нападач Хенрик Ларсон дао гол. Ларсон је носио дрес са бројем седам и провео седам година у Селтику, због чега је његова каријера из милоште прозвана „Величанствених Седам”.
Уводну шпицу филма прерадила је 1967. године, југословенска музичка група Индекси.

## Критика и пријем

### Благајна
Седморица величанствених је премијерно приказан у октобру 1960. године у Њујорку и Лос Анђелесу, након чега је пуштен у дистрибуцију у биоскопе широм југа и југозапада Сједињених Америчких Држава. Зарадио је 2,25 милиона америчких долара од продаје биоскопских карата и тиме није надокнадио свој буџет од 3 милиона долара. Упркос неуспеху у изворној земљи, филм је био невероватно профитабилан у земљама Европе, где је продаја биоскопских карата била троструко већа од оне у Сједињеним Америчким Државама. Коначан приход за филм био је 9,75 милиона америчких долара. Филм је био невероватно успешан у Совјетском Савезу, дошавши у земљи након што су регулације везане за увоз западних медија у земљу биле ублажене од стране комунистичке власти. Седморица величанствених био је један од најуспешнијих холивудских филмова у Совјетском Савезу, продавши 67 милиона биоскопских карата. Филм је такође био јако успешан у Јапану и Јужној Кореји. До данас, Седморица величанствених је један од најгледанијих филмова у историји Уједињеног Краљевства и Француске.

### Реакције критичара
Седморица величанствених поделио је оновремене критичаре који су сматрали да је филм инфериоран када се упореди са јапанским оригиналом. Критичар за магазин Тајм (транс. Time) написао је о филму: „Седморица [величанствених] није добар филм — нимало близу јапанском Седморица величанствених […] на којем је базиран. Ипак, [Седморица величанствених] је најбољи вестерн објављен до сада у 1960. години, способна, узбудљива и понекад продубљена контемплација на живот испуњен насиљем.” У савременој рецензији, такође за магазин Тајм, критичар Глен Леви упоредио је Седморицу величанствених са филмом Седам самураја и закључио да је од та два филма Седморица величанствених бољи делом због харизме главних глумаца и музике Елмера Бернстина. Магазин Variety написао је: „Док се жене и деца не појаве негде око две трећине филма, Седморица величанствених је брзи напети вестерн са много грубоће и старомодне ноншалантности. Последња трећина је пад, дуги и крцати анти-климакс у којем Седморица величанствених постају превише величанствени за своје способности.”
У рецензији за The Hollywood Reporter, Џејмс Пауерс је написао: „Око две трећине филма су добри, тврди, неромантични вестерн. Око једне трећине је сентиментални нонсенс и квари утисак остатка.” Пауерс је то касније образложио: „Вестерн разбојници нису самураји, и да би их претворили у еквиваленте витезова у оклопу, већи део карактерног рада и експозиције је неопходан него што је био дан.”
Критичарка Полин Кејл је рекла да је филм: „груб кад покушава да достигне филозофски значај” али је додала да је „забавно видети толико звезда на почетку њихових каријера.”
Хауард Томпсон је за часопис The New York Times рекао да је Седморица величанствених: „бљутав, претенциозни, предуги одраз јапанског оригинала.” Томпсон се поготово фокусирао на перформанс Јула Бринера о којем је рекао: „Господин Бринер просто није каубој.”
Ким Њуман, критичар за магазин Empire дао је филму 5 од могућих 5 звездица и написао је: „Дубоко у себи, знаш да [Седморица величанствених] није добар као што је то Седам самураја — али ретко који филм то јесте. Такође знаш да ћеш се пронаћи како гледаш филм следећи пут кад буде био на телевизору, омамљен Бринеровом лењом вожњом уз Бут Хил и фиксиран на филм све док тела нису покопана и преживели оду.”
Новинар Џејмс Бекстер је написао да је Седморица величанствених: „у сваком погледу битан филм”.
На агрегатним сајтовима Letterboxd, IMDb и Rotten Tomatoes филм има скорове 3.7 (на скали од 1 до 5), 7,7 (на скали од 1 до 10; укупно 16.831 глас) и 89 (на скали од 1 до 100).

### Реакције креатораСедам самураја
Акира Куросава, режисер, идејни креатор и ко-сценариста оригиналног јапанског филма Седам самураја и дугогодишњи обожавалац америчких вестерна и филмова Џона Форда, је након премијере Седморице величанствених био јако импресиониран и поклонио је режисеру филма Џону Стерџесу самурајски мач и кабуки лутку. Шест година касније, у интервјуу са Р. Б. Гадијем Куросава је изразио разочарање америчким филмом, о њему говорећи:
„Америчка копија [Седморица величанствених] је разочарање, мада је занимљива. Она није верзија Седам самураја. Не знам зашто је тако називају.”
Почетком осамдесетих година двадесетог века, у интервјуу са магазином Пипл (транс. People) рекао је: „Револвераши нису самураји.” Шинобу Хашимото, један од сценариста и идејних креатора филма тврдио је да никада у животу није одгледао Седморицу величанствених.

## Награде
Листа значајнијих награда које је филм освојио, или за које је био номинован:
| Награда               | Категорија                                 | Номиновани               | Резултат   |
| --------------------- | ------------------------------------------ | ------------------------ | ---------- |
| Награда Оскар         | Награда Оскар за најбољу оригиналну музику | Елмер Бернстин           | Номинација |
| Награде Златни глобус | Највећа млада нада — мушкарци              | Роберт Вон               | Номинација |
| Награде Лорел         | Најбоља акциона драма                      | Седморица величанствених | Номинација |
| Награде Лорел         | Најбољи перформанс у акционом филму        | Јул Бринер               | Номинација |
| Награде Лорел         | Најбоља музика                             | Елмер Бернстин           | Номинација |

### Остали успеси
Амерички филмски институт (АФИ) рангирао је музику из филма Седморица величанствених као осму најбољу музику из филма на својој листи 100 година филмске музике. На листи 100 година АФИ-ја... 100 трилера Седморица величанствених се пронашао на седамдесет и деветом месту. Филм је такође номинован на листи 10 топ 10 на листи најбољих вестерна. На листи 500 најбољих филмова свих времена магазина Емпајер, Седморица величанствених је рангиран као дванаести најбољи вестерн свих времена. Конгресна библиотека Сједињених Америчких Држава је 2013. године одабрала овај филм за Национални регистар филмова као „културолошки, историјски или естетски значајан”
Седморица величанствених се сматра једним од најбољих вестерна свих времена, и други је најгледанији филм који се емитује на америчким телевизијским каналима, након Чаробњака из Оза.

## Утицај и наслеђе

### Филмски наставци
Успех филма Седморице величанствених инспирисао је три директна наставка, Повратак седморице величанствених, Револвери седморице величанствених и Седморица јашу!. Куросавин филм Седам самураја није имао директан наставак, па су радње ова три филма биле оригиналне и нису биле адаптиране ни из једног извора. Први наставак, Повратак седморице величанствених објављен је 1966. године, шест година након првог филма и био је сачињен од скоро комплетно нове глумачке поставе. Једини глумац који је обновио своју улогу у наставку био је Јул Бринер који је тумачио улогу Криса Адамса. Револвери седморице величанствених објављен је три године касније са другачијом глумачком поставом од претходна два филма. Улогу Криса Адамса у овом филму тумачио је Џорџ Кенеди. Трећи и последњи наставак Седморице величанствених био је филм Седморица јашу! објављен 1972. године. Улогу Криса Адамса је овог пута тумачио Ли ван Клиф.
Сва три наставка били су комерцијални и критички неуспеси.

### Телевизијске серије
Телевизијска серија базирана на филму креирана је од стране Пена Деншама и Џона Вотсона за телевизијски канал CBS (транс. Си-Би-Ес) у јануару 1998. године. Серија је трајала две сезоне (једна сезона од девет и једна од тринаест епизода) и њену поставу су чинили између осталог Мајкл Бин, Ерик Клоуз и Рон Перлман. Роберт Вон, један од глумаца из оригиналног филма се појављивао у серији у улози градског судије. Серија је отказана после прве сезоне, након чега су фанови започели кампању да серија настави са емитовањем, што је и она учинила у следећој телевизиској сезони (од јануара 1999. до јула 2000. године). Серија је отказана половином друге сезоне због ниске гледаности и негативне критичке реакције.
У марту 2022. године, студио Амазон купио је права на филмове у власништву компаније Metro-Goldwyn-Mayer (MGM) и изразио жељу да креира филмске римејке и телевизијске адаптације интелектуалних својина у власништву MGM-а. Телевизијска серија базирана на филму Седморица величанствених ушла је у предпродукцију са креатором серије Прави детектив, Ником Пицолатом, као водећим продуцентом и сценаристом.

### Римејкови
Седморица величанствених је римејкован два пута, једном незванично и једном званично. Први римејк филма назван Борба међу звездама (енгл. Battle Beyond the Stars) верно је пратио радњу оригинала али је био смештен у дубоки свемир. Роберт Вон обновио је своју улогу Лија у овом филму, а у постави су му се још придружили и Џорџ Пепард, Ричард Томас и Џон Саксон.
Званични римејк, Седморица величанствених, имао је своју премијеру 23. септембра 2016. године на Филмском фестивалу у Торонту. Овај римејк је као свој циљ имао да модернизује радњу оригинала и ослони се на политичку поруку борбе против колонијализма Старог Запада. Поставу су чинили Дензел Вошингтон (као Крис Адамс), Крис Прат, Итан Хок, Винсент Д'Онофрио, Бјунг-хун Ли, Мануел Гарсиа-Рулфо и Мартин Сенсмејер. Римејк је био комерцијални успех, али критички неуспех.

### Утицај
Телевизијска серија А-тим креирана је као „мешавина Дванаест жигосаних и Седморице величанствених”. Прва епизода серије скоро је у потпуности базирана на радњи филма Седморица величанствених. Џејмс Коберн је конкурисао за улогу вође А-тима, Џона „Ханибала” Смита, али је та улога евентуално отишла Џорџу Пепарду.
Британска телевизијска серија Auf Wiedersehen, Pat делом је била инспирисана филмом. Прве две епизоде друге сезоне назване су The Return of the Seven (Parts 1 and 2) (енг. Повратак Седморице). У једној сцени из друге сезоне, главни ликови серије бирају лика из филма који им највише пристаје и дискутују радњу филма. Референце на филм се такође налазе у серијама Потпредседница и Како сам упознао вашу мајку.
Италијански пеплум римејк филма Седам самураја смештен у римски колосеум, назван је Седморица величанствених гладијатора (итал. I sette magnifici gladiatori) како би капитализовао о популарности Седморице величанствених. Из сличних разлога, британски скеч-филм назван је Седам величанствених смртних грехова.
Енглески бенд the Clash базирао је песму the Magnificent Seven са њиховог четвртог албума Sandinista! на филму. Хрватски компилацијски албум панк и рок музике из 2009. године носио је назив Седморица величанствених.